# Jesus Christ Superstars
Jesus Christ Superstars – album studyjny grupy Laibach wydany 23 października 1996 roku.

## Lista utworów
1. "God Is God" (Burton/Watkins) – 3:43
2. "Jesus Christ Superstar" (Lloyd Webber/Rice) – 5:45
3. "Kingdom Of God" (Avsenik/Bohn/Laibach) – 5:37
4. "Abuse and Confession" (Avsenik/Bohn/Laibach) – 6:14
5. "Declaration of Freedom" (Bohn/Laibach) – 5:33
6. "Message From the Black Star" (Bohn/Laibach) – 5:50
7. "The Cross" (Prince) – 4:54
8. "To The New Light" (Avsenik/Bohn/Laibach) – 5:00
9. "Deus Ex Machina" (Laibach/Laibach) – 4:00